# Izbruh Hoei
Izbruh Hōei na gori Fudži se je začel 16. decembra 1707 (23. dan 11. meseca leta Hōei 4) in končal 24. februarja 1708. To je bil zadnji potrjen izbruh gore Fudži, od leta 1708 do 1854 pa so poročali o treh nepotrjenih izbruhih. Znan je po ogromnih padavinah pepela, ki jih je povzročil nad vzhodno Japonsko, ter kasnejših zemeljskih plazovih in lakoti po vsej državi. Hokusaijev Sto pogledov na goro Fudži (富嶽百景 Fugaku Hyakkei) iz leta 1834 vključuje podobo majhnega kraterja na mestu sekundarnega izbruha na jugozahodnem pobočju. Območje, kjer je prišlo do izbruha, se imenuje gora Hōei, ker se je zgodil v četrtem letu obdobja Hōei. Danes je krater glavnega izbruha mogoče obiskati s poti Fudžinomija ali Gotemba na gori Fudži.

## Obseg izbruha
Tri leta pred izbruhom se je leta 1704 od 4. do 7. februarja začelo ropotanje. En do dva meseca pred izbruhom je bilo mogoče čutiti potrese okoli vznožja vulkana, z magnitudami do 5. Dogodek je bil označen kot plinski izbruh, s plovcem, tufom in pepelom, ki so bili izstreljeni v stratosfero in deževali daleč vzhodno od vulkana. Zaradi obilnih padavin in poplav na tem območju so kmalu po izbruhu sledili zemeljski plazovi.
Izbruh se je zgodil na vzhodnem in severovzhodnem pobočju gore Fudži in oblikoval tri nove vulkanske odprtine, imenovane št. 1, št. 2 in št. 3 Hōei. Katastrofa se je razvijala več dni; začetnemu potresu in eksploziji pepela in žlindre je nekaj dni kasneje sledilo močnejše izmetavanje skal in kamnov. Izbruh Hōei naj bi povzročil najhujšo katastrofo zaradi padanja pepela v japonski zgodovini.
Čeprav ni prinesel lave, je izbruh Hōei sprostil približno 800 milijonov kubičnih metrov vulkanskega pepela, ki se je razširil po velikih območjih okoli vulkana in celo dosegel Edo, oddaljen skoraj 100 kilometrov. Žlindra in pepel sta padala kot dež v provincah Izu, Kai, Sagami in Musaši, padanje pepela pa je bilo zabeleženo v Tokiu in Jokohami vzhodno od vulkana. V Edu je bil vulkanski pepel debel več centimetrov. Pepel, ki je nastal ob izbruhu, je padel na zemljo in prekril številne pridelke na tem območju ter zavrl rast. Ni ocene, koliko smrti je bilo posledica izbruha. Izbruh je ocenjen s 5 na indeksu vulkanske eksplozivnosti.

## Učinek na lokalno prebivalstvo
Izbruh Hōei v letih 1707–1708 je imel katastrofalne posledice za ljudi, ki so živeli v regiji Fudži. Tefra, ki se je sprostila iz vulkana, je povzročila upad kmetijstva, zaradi česar so mnogi na območju umrli od lakote.
Vulkanski pepel je padel in široko prekril obdelana polja vzhodno od gore Fudži. Da bi kmetje obnovili polja, so vulkanski pepel vozili na odlagališča, kjer so naredili kupe. Dež je splavil material z odlagališč v reke in nekatere reke zamuljil, zlasti v reko Sakava, v katero je padlo ogromno pepela, kar je povzročilo začasne jezove. Močno deževje 7. in 8. avgusta 1708, leto po izbruhu Hōei, je povzročilo plaz vulkanskega pepela in blata, ki je porušil jezove in poplavil nižino Ašigara.
Veliko žrtev, ki jih je povzročil izbruh Hoei, je bilo posledica poplav, zemeljskih plazov in lakote. Zaradi ruševin, ki so vključevale velike skale, poplavno vodo in pepel, se ljudje tudi niso mogli enostavno premakniti v druge kraje, kar je povzročilo nadaljnje žrtve zaradi lakote na območju Edo.

## Tektonski položaj in nevarnost novih izbruhov
Japonska leži v geološko najbolj aktivni regiji Zemlje, imenovani Pacifiški ognjeni obroč. Ta regija je znana po številnih vulkanskih izbruhih in potresih. Pred izbruhom Hōei je bil močan potres z magnitudo 8,6, le 49 dni pred izbruhom. Številni vulkanologi verjamejo, da je bil ta potres verjetno vzrok za izbruh.
Na podlagi notranjega tlaka v vulkanu, ki so ga znanstveniki nedavno izmerili, so ugibanja o možnem izbruhu velika. Škoda naj bi Japonsko stala več kot 25 milijard USD. Domneva se, da bi vulkan skoraj zagotovo izbruhnil, podobno kot ob izbruhu Hōei leta 1707, če bi prišlo do še enega potresa, kot je bil potres Hōei leta 1707. Ponovitev izbruha Hōei leta 1707 naj bi prav tako prizadela več kot 30 milijonov ljudi v gosto poseljenih območjih vzhodnega Tokia, Kanagave, Čibe in delov Jamanašija, Saitame in Šizuoke. Vulkan bi najbolj prizadel Tokio in bi verjetno povzročil izpade električne energije, pomanjkanje vode in okvare v tem tehnično zelo tehnično opremljenem mestu.